# Podgorje (gmina Apače)
Podgorje – miejscowość w Słowenii w gminie Apače.